# Kisszékely
Kisszékely là một thị trấn thuộc hạt Tolna, Hungary. Thị trấn này có diện tích 28,3 km², dân số năm 2010 là 324 người, mật độ 11 người/km².